# Румянчо Горанов
Румянчо Горанов (болг. Румянчо Горанов, нар. 17 березня 1950, Плевен) — болгарський футболіст, що грав на позиції воротаря, зокрема, за софійський «Локомотив» та кіпрський АПОЕЛ, а також національну збірну Болгарії.

## Клубна кар'єра
У дорослому футболі дебютував 1968 року виступами за команду клубу «Спартак» (Плевен), в якій провів два сезони, взявши участь у 14 матчах чемпіонату. 
Протягом 1970—1971 років захищав кольори команди клубу «Левскі».
Своєю грою за останню команду привернув увагу представників тренерського штабу «Локомотива» (Софія), до складу якого приєднався 1971 року. Відіграв за софійську команду наступні одинадцять сезонів своєї ігрової кар'єри. Більшість часу, проведеного у складі софійського «Локомотива», був основним голкіпером команди.
1982 року перейшов до кіпрського клубу АПОЕЛ, за який відіграв 7 сезонів, після чого завершив професійну кар'єру футболіста у 1989 році.

## Виступи за збірну
1971 року дебютував в офіційних матчах у складі національної збірної Болгарії. Протягом кар'єри у національній команді, яка тривала 9 років, провів у формі головної команди країни 34 матчі.
Був основним голкіпером своєї збірної на чемпіонаті світу 1974 року у ФРН, де захищав її ворота у двох з трьох ігор групового етапу, який болгари не подолали.

## Титули і досягнення
- Чемпіон Болгарії: 1977-78
- Володар Кубка Болгарії: 1970-71, 1981-82
- Чемпіон Європи (U-18): 1969